# Ley general del patrimonio cultural de la nación
La Ley General del Patrimonio Cultural de la Nación, según su numeración Ley n. 28296, es la norma peruana que «establece la política nacional en el Perú para la defensa, protección, promoción, propiedad y régimen legal y el destino de los bienes que constituyen el Patrimonio Cultural de la Nación». Esta ley fue aprobada en el Congreso el 21 de julio de 2004, y publicada en el diario El Peruano el 22 de julio de 2004, durante el mandato del presidente Alejandro Toledo.

## Contenido
La Ley General del Patrimonio Cultural de la Nación establece políticas nacionales para la defensa, protección, promoción y gestión de los bienes que conforman el Patrimonio Cultural de la Nación. Estos son lugares, edificaciones, manifestaciones materiales o inmateriales con importancia histórica, arqueológica, artística, etc.
La ley impone responsabilidades al Estado en la salvaguardia de estos bienes y promueve la participación del sector privado. También declara que los derechos de la Nación sobre estos bienes son imprescriptibles. La ley designa a ciertos organismos, como el Instituto Nacional de Cultura (actualmente denominado Ministerio de Cultura), la Biblioteca Nacional y el Archivo General de la Nación, para registrar, declarar y proteger el Patrimonio Cultural de la Nación en sus respectivas áreas de competencia.

### Capítulo I: Bienes Integrantes del Patrimonio Cultural de la Nación
El Capítulo I de la Ley General del Patrimonio Cultural de la Nación se enfoca en los Bienes Integrantes del Patrimonio Cultural de la Nación, clasificándolos en dos categorías principales:

### Bienes Materiales

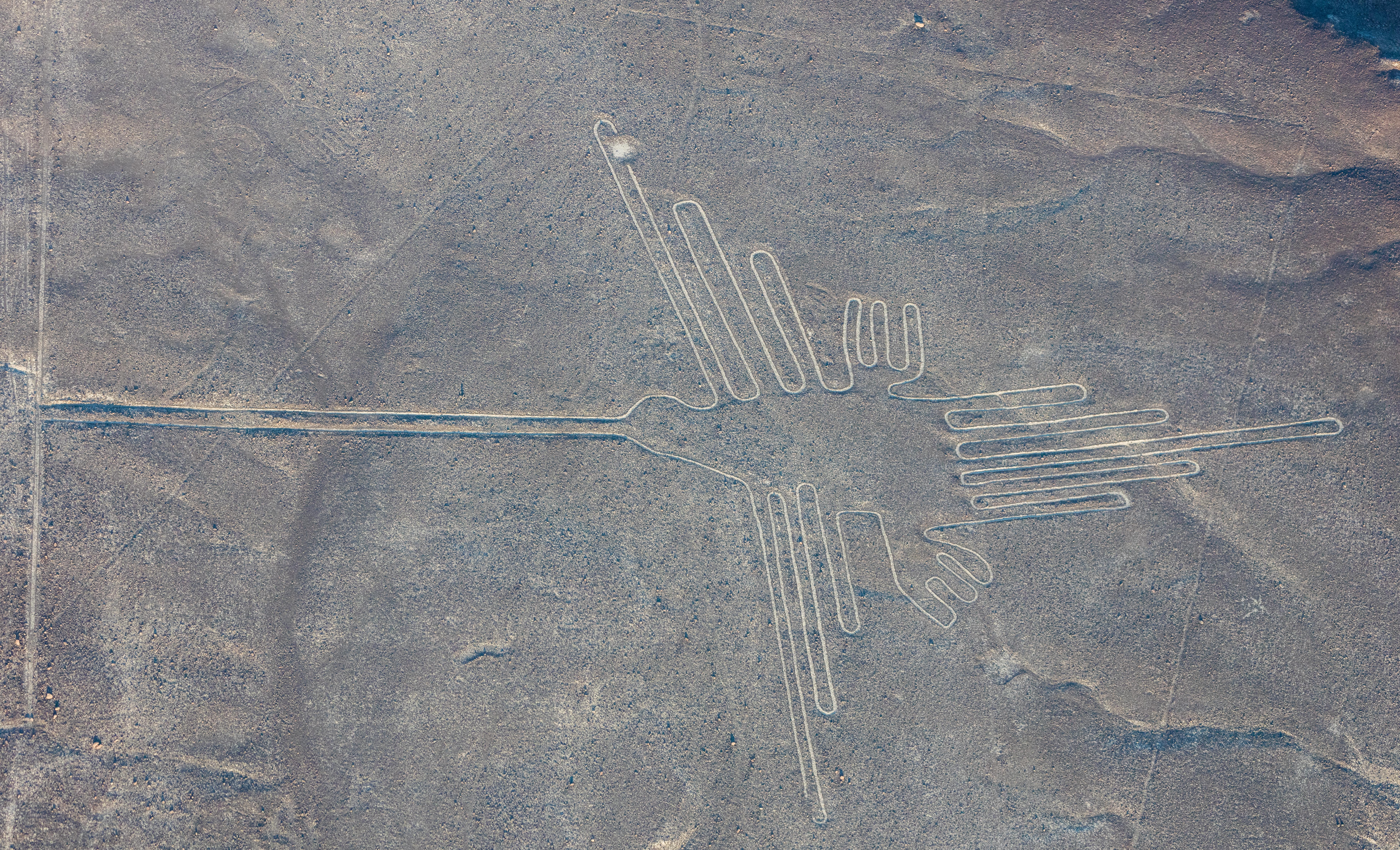
Las Líneas de Nazca, ubicadas en el departamento de Ica, fueron inscritas como Patrimonio Mundial en la 18ª Sesión del Comité del Patrimonio Mundial en diciembre de 1994.

1. Inmuebles: Incluye edificios, obras de infraestructura, paisajes, lugares, sitios, espacios, yacimientos arqueológicos, centros históricos, entre otros, que poseen valor arqueológico, histórico, artístico, religioso, entre otros. También se considera el entorno paisajístico y bienes sumergidos en zonas acuáticas del país. El ámbito de protección abarca suelo, subsuelo, aires y entorno marítimo.
2. Muebles: Comprende documentos bibliográficos o de archivo, elementos de colecciones científicas, objetos arqueológicos, inscripciones, objetos antiguos de valor histórico o artístico, obras de arte, manuscritos, sellos, documentos de interés histórico, objetos litúrgicos y otros objetos declarados como parte del Patrimonio Cultural de la Nación.

### Bienes Inmateriales
Incluye usos, representaciones, expresiones, conocimientos, técnicas y saberes tradicionales, así como lenguas, expresiones orales, música, danzas, fiestas, rituales y prácticas culturales transmitidas de generación en generación. Estos elementos son recreados y salvaguardados por las comunidades y son reconocidos como parte de su identidad cultural y social.
En cuanto a la propiedad, los bienes culturales inmateriales pertenecen a la Nación, y ninguna entidad puede reclamar propiedad sobre ellos. Las comunidades que conservan estos bienes son consideradas los poseedores directos, y tanto el Estado como la sociedad tienen la responsabilidad de proteger este patrimonio.

### Capítulo II: Régimen de los Bienes Integrantes del Patrimonio Cultural de la Nación
Este capítulo establece una serie de disposiciones para proteger, conservar y regular los bienes culturales que forman parte del patrimonio cultural de un país, tanto los muebles como los inmuebles, con el objetivo de preservarlos para las generaciones futuras y promover su uso responsable.
Sujeción de bienes (Artículo 3): Todos los bienes del Patrimonio Cultural de la Nación, ya sean de propiedad pública o privada, están protegidos por el Estado. Están sujetos a medidas y limitaciones establecidas por leyes especiales para su conservación, protección, salvaguardia, recuperación, sostenibilidad y divulgación. El ejercicio del derecho de propiedad de estos bienes está sujeto a las limitaciones administrativas que establezcan los organismos competentes, siempre que no contravengan la ley y estén subordinados al interés público.
Propiedad privada de bienes materiales (Artículo 4): La ley regula la propiedad privada de bienes culturales muebles e inmuebles que forman parte del Patrimonio Cultural de la Nación. Establece restricciones, limitaciones y obligaciones para asegurar su conservación adecuada en beneficio del interés público.
Bienes culturales no descubiertos (Artículo 5): Los bienes culturales que aún no han sido descubiertos, ya sea muebles o inmuebles, ubicados en el subsuelo o zonas subacuáticas del territorio nacional, son propiedad exclusiva e inalienable e imprescriptible del Estado. Si se encuentran en propiedad privada, están sujetos a limitaciones y medidas especificadas en la ley.
Propiedad del bien cultural inmueble (Artículo 6): Los bienes inmuebles de carácter prehispánico que forman parte del Patrimonio Cultural de la Nación son propiedad del Estado, independientemente de si se encuentran en propiedades públicas o privadas. Estos bienes son intangibles, inalienables e imprescriptibles. El Estado puede gestionarlos directamente o a través de terceros del sector privado mediante acuerdos de administración. El Ministerio de Cultura promueve la gestión participativa para su protección y preservación.
Propiedad de los bienes muebles (Artículo 7): Los bienes muebles del Patrimonio Cultural de la Nación que son de propiedad privada conservan su condición de propiedad particular. Los propietarios están obligados a registrarlos, protegerlos y conservarlos adecuadamente. Cualquier acción relacionada con su restauración o conservación debe ser comunicada a las autoridades competentes.
Transferencia de bienes (Artículo 9): Los bienes del Patrimonio Cultural de la Nación pueden transferirse dentro del territorio nacional bajo ciertos requisitos y límites establecidos por la ley. Se prohíbe la transferencia a personas condenadas por delitos específicos. El Estado tiene preferencia en la transferencia onerosa de estos bienes.
Exportación ilícita (Artículo 10): La propiedad de bienes muebles del Patrimonio Cultural de la Nación se transfiere automáticamente al Estado si se exportan ilícitamente. Excepciones se aplican a bienes culturales robados o hurtados y debidamente acreditados.
Expropiación (Artículo 11): Se declara la necesidad pública de expropiar bienes inmuebles de propiedad privada que estén en peligro de perderse por abandono, negligencia o riesgo de destrucción. También se puede expropiar el área necesaria para consolidar la unidad inmobiliaria, conservación y puesta en valor.
Recuperación de bien inmueble (Artículo 12): El propietario de un bien inmueble del Patrimonio Cultural de la Nación puede promover la demanda de desalojo con el propósito de restaurarlo. El incumplimiento de esta obligación puede resultar en multas. El Ministerio de Cultura puede autorizar la intervención en bienes posteriores al período prehispánico si se cumplen ciertos criterios.
Inscripción de bien inmueble (Artículo 13): El Ministerio de Cultura es responsable de solicitar la inscripción de la condición cultural de los bienes inmuebles del Patrimonio Cultural de la Nación en la oficina registral correspondiente.

## Modificaciones
En un hito relevante para la preservación y promoción del patrimonio cultural peruano, el 5 de junio de 2023, el Congreso de la República promulgó la Ley N.° 31770, que introduce modificaciones significativas a la Ley General del Patrimonio Cultural de la Nación, durante el mandato de la presidenta Dina Boluarte. Estas modificaciones se centran en la inclusión de conceptos relacionados con la colaboración, la productividad, la ecoeficiencia y la resiliencia en la legislación actual sobre patrimonio cultural.
En julio de 2023, la ministra de Cultura, Leslie Urteaga, convocó a representantes de organizaciones culturales de once regiones del país para debatir y abordar cuestiones relacionadas con las modificaciones introducidas a la Ley. Delegados de veintinueve (29) organizaciones culturales provenientes de las regiones de Amazonas, Arequipa, Ayacucho, Cusco, Huánuco, Ica, Junín, La Libertad, Lambayeque, Piura y Lima asistieron a la reunión. Todas estas organizaciones son parte del proyecto "ACERCA, Patrimonio Cultural", una iniciativa que ha estado en marcha desde el año 2019 y que está bajo la supervisión de la Dirección de Participación Ciudadana, que forma parte de la Dirección General de Defensa del Patrimonio Cultural del Ministerio de Cultura.